# Trévignin
Trévignin est une commune française située dans le département de la Savoie, en région Auvergne-Rhône-Alpes.
À mi-chemin entre la plaine d'Aix-les-Bains et le mont Revard, ce village reste globalement en marge d'une forte urbanisation générée par l'agglomération du lac du Bourget, bien qu'une hausse assez nette de la population soit enregistrée depuis le milieu du XXe siècle.

## Géographie

### Situation

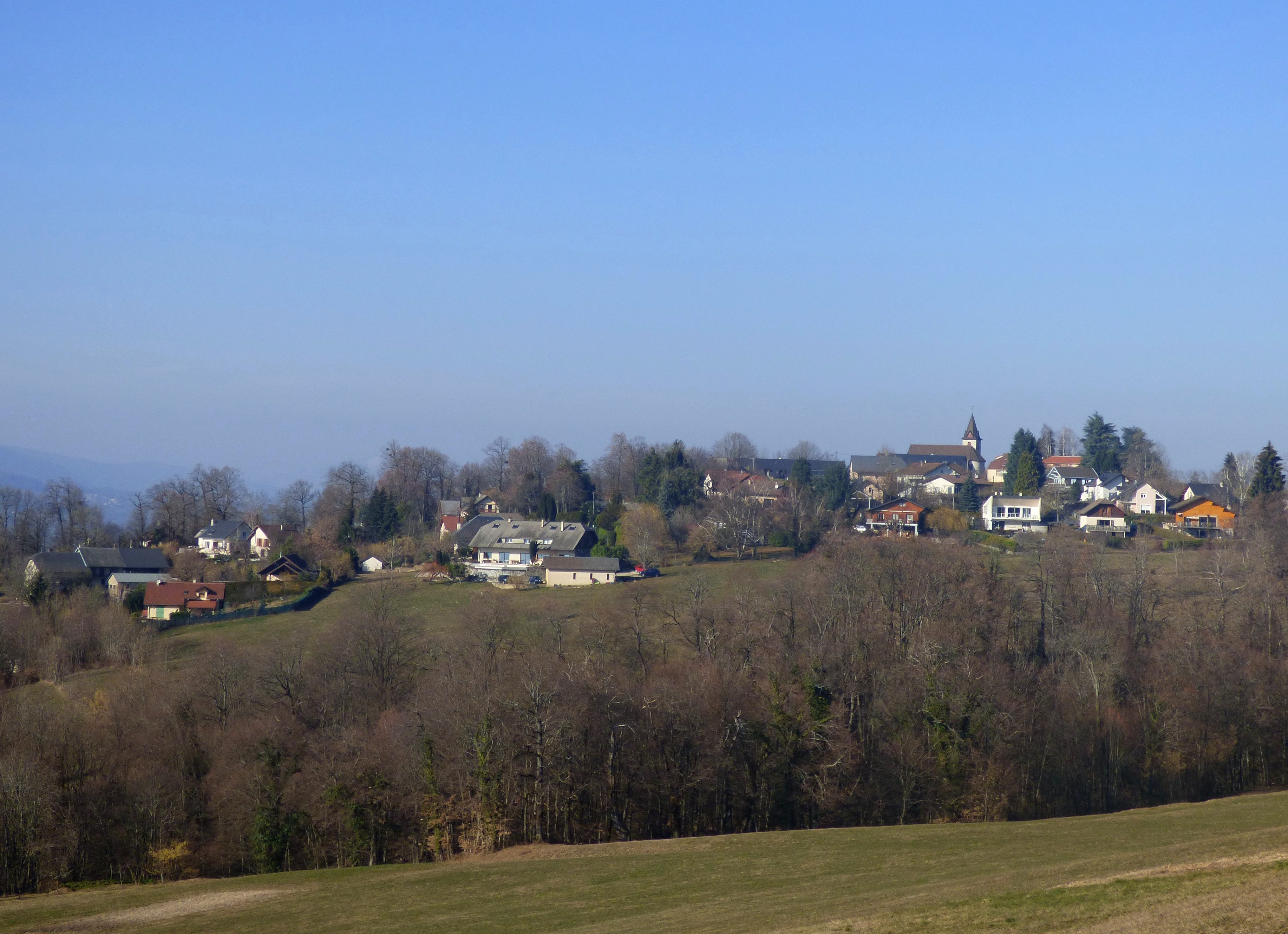
Trévignin depuis Pugny-Chatenod

Située sur la route menant au mont Revard, Trévignin domine le bassin d'Aix-les-Bains et le lac du Bourget. La commune appartient à l'arrondissement de Chambéry. La ville d'Aix-les-Bains est située à 3,8 km à vol d'oiseau depuis la commune et la préfecture, Chambéry, à 15,3 km,.
La commune est dominée par le mont Revard et qui, grâce à son belvédère, offre un point de vue à 360° au-dessus du lac du Bourget.

### Communes limitrophes
Les communes limitrophes sont  Grésy-sur-Aix, Montcel et Pugny-Chatenod.
|               | Montcel        | Montcel |
| Grésy-sur-Aix | Trévignin      | Montcel |
|               | Pugny-Chatenod |         |

### Relief et géologie
La commune de Trévignin s'étend sur 6,89 km2. Son altitude varie de 433 à 1 563 mètres. Le bourg se situe à une altitude d'environ 630 m.
Le sol de la commune est majoritairement constitué de molasse marine miocène. En gravissant les pentes du massif des Bauges, on retrouve plusieurs types de roches et de calcaire (marno-calcaire).

### Hydrographie

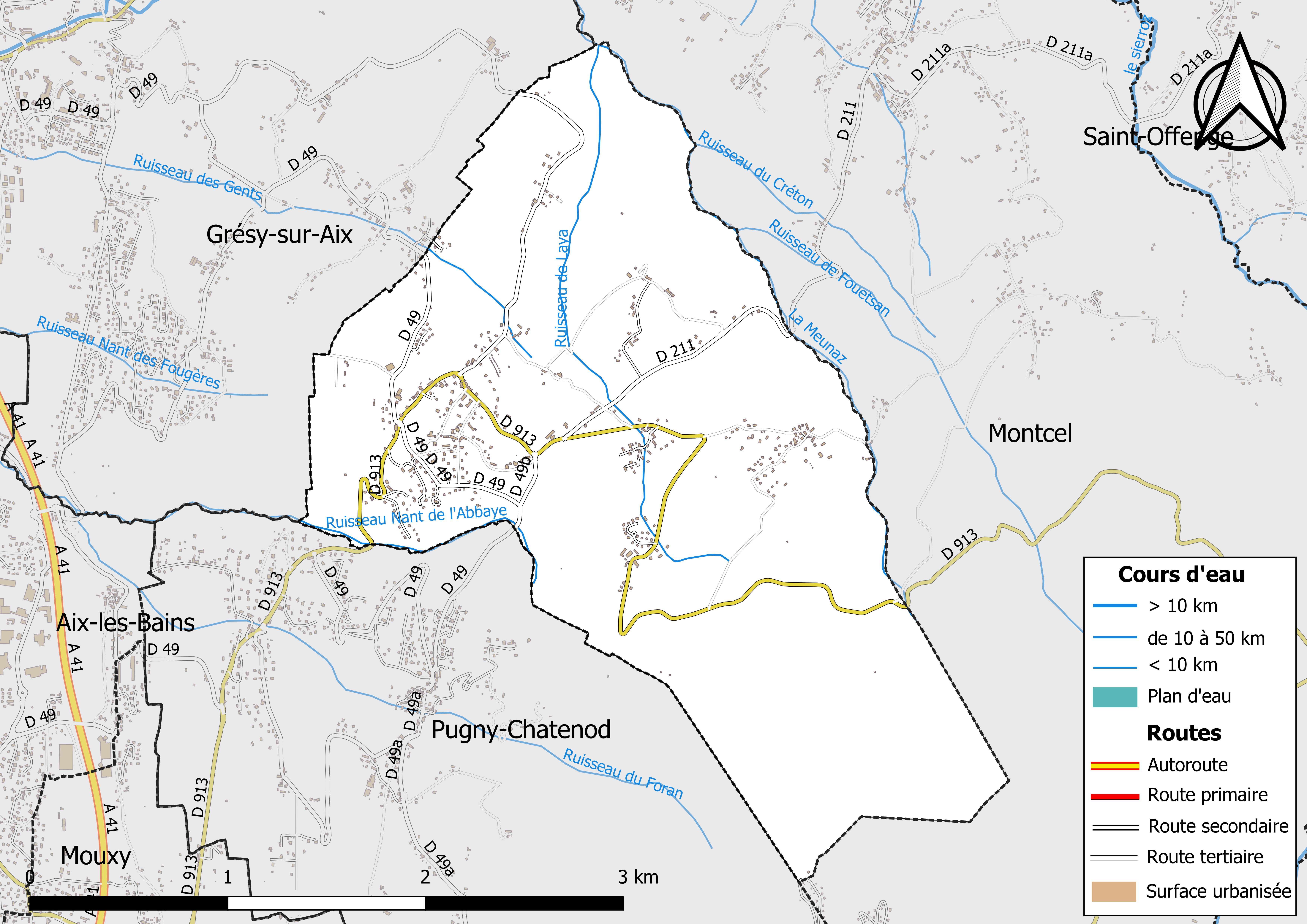
Carte hydrographique de la commune.

On retrouve quelques cours d'eau qui traversent la commune en direction du lac du Bourget. On peut citer par exemple les ruisseaux des Gents ou de Laya qui sont proches du centre du village. Par ailleurs, la commune est soumise au risque d'inondations. C'est pour cela qu'un plan de prévention des risques d'inondations a été créé.

### Climat
Le climat de Trévignin est de type montagnard, la commune étant située à une altitude plutôt élevée en moyenne et à proximité des premiers contreforts alpins.
La position entre deux massifs favorise le blocage de perturbations qui provoquent des cumuls de précipitations plus importants que la moyenne nationale. De plus, la région est fréquemment soumise au risque orageux.

### Milieux naturels et biodiversité
La commune possède trois zones naturelles d'intérêt écologique faunistique et floristique (ZNIEFF) :
- La zone de type 2 : « chaînons occidentaux des Bauges » d'une superficie de 16 372 ha. La zone présente un grand intérêt botanique, avec de nombreuses espèces montagnardes telles que le sabot de Vénus ou bien le Lycopode en massue. On retrouve aussi près des zones humides des laîches, des rossolis, voire des scheuchzérie des marais. L'avifaune présente par ailleurs des espèces rares comme la chevêchette d'Europe ou le tétras-lyre[10] ;
- La zone de type 1 : « falaises et forêts occidentales du Mont Revard » d'une superficie de 1 568,03 ha. Des milieux variés composent cet espace. Ainsi, des bois de bouleaux à sphaignes et des pelouses sèches à orchidées sont implantés. Cette partie occidentale du massif héberge des plantes rares à l'échelle départementale comme le laser de France ou la campanule carillon. Dans les bois, au bas des barres rocheuses, un important regroupement de l'érythrone est présent[10] ;
- La zone de type 1 : « gorges du Sierroz » d'une superficie de 245 ha. Les principaux critères d'intérêts de la zone sont écologiques, floristiques, ptéridophytes et phanérogames[10].

## Urbanisme

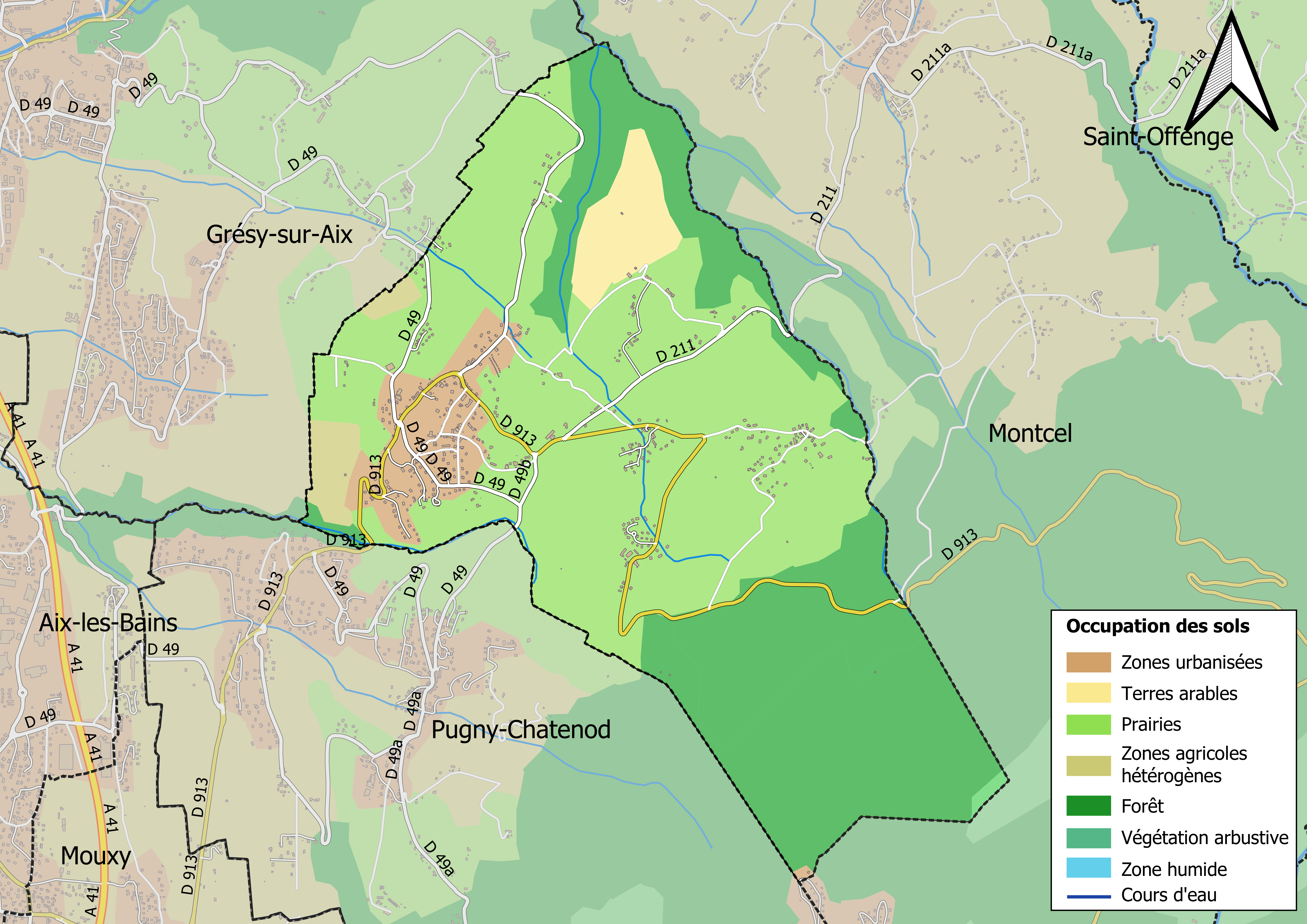
Carte des infrastructures et de l'occupation des sols en 2018 (CLC) de la commune.

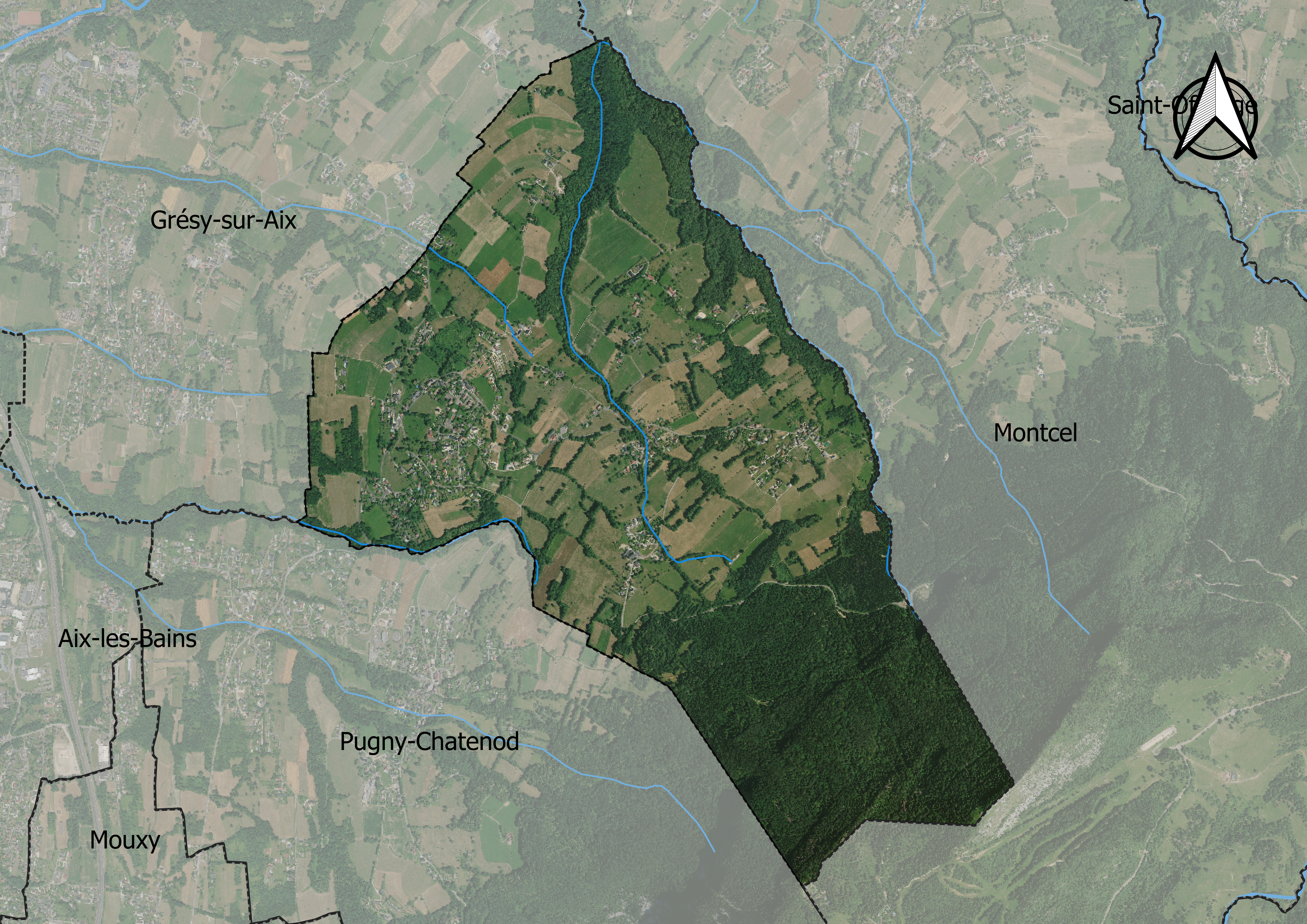
Carte orthophotogrammétrique de la commune.

### Typologie
Au 1er janvier 2024, Trévignin est catégorisée commune rurale à habitat dispersé, selon la nouvelle grille communale de densité à sept niveaux définie par l'Insee en 2022.
Elle appartient à l'unité urbaine de Chambéry, une agglomération intra-départementale regroupant 35  communes, dont elle est une commune de la banlieue,,. Par ailleurs la commune fait partie de l'aire d'attraction de Chambéry, dont elle est une commune de la couronne,. Cette aire, qui regroupe 115 communes, est catégorisée dans les aires de 200 000 à moins de 700 000 habitants,.

### Occupation des sols
L'occupation des sols de la commune, telle qu'elle ressort de la base de données européenne d’occupation biophysique des sols Corine Land Cover (CLC), est marquée par l'importance des territoires agricoles (58,4 % en 2018), une proportion sensiblement équivalente à celle de 1990 (59,1 %). La répartition détaillée en 2018 est la suivante : 
prairies (52,7 %), forêts (34,4 %), zones urbanisées (6,8 %), terres arables (3,7 %), zones agricoles hétérogènes (2 %), milieux à végétation arbustive et/ou herbacée (0,3 %).
L'IGN met par ailleurs à disposition un outil en ligne permettant de comparer l’évolution dans le temps de l’occupation des sols de la commune (ou de territoires à des échelles différentes). Plusieurs époques sont accessibles sous forme de cartes ou photos aériennes : la carte de Cassini (XVIIIe siècle), la carte d'état-major (1820-1866) et la période actuelle (1950 à aujourd'hui).

### Lieux-dits, hameaux et écarts
De nombreux lieux-dits sont présents sur l'ensemble du territoire communal comme Verlioz, Bayard, Les Roberts, les Clercs, Le Boissonnets, Le Nandrion, etc..

### Habitat et logement
En 2020, le nombre total de logements dans la commune était de 401, alors qu'il était de 362 en 2015 et de 330 en 2010.
Parmi ces logements, 87,3 % étaient des résidences principales, 4,7 % des résidences secondaires et 8 % des logements vacants. Ces logements étaient pour 79,8 % d'entre eux des maisons individuelles et pour 20,2 % des appartements.
Le tableau ci-dessous présente la typologie des logements à Trévignin en 2020 en comparaison avec celle de la Savoie et de la France entière. Une caractéristique marquante du parc de logements est ainsi une proportion de résidences secondaires et logements occasionnels (4,7 %) inférieure à celle du département (37 %) et  à celle de la France entière (9,7 %). Concernant le statut d'occupation de ces logements, 84,6 % des habitants de la commune sont propriétaires de leur logement (85,2 % en 2015), contre 60,2 % pour la Savoie et 57,5 pour la France entière.
| Typologie                                               | Trévignin | Savoie | France entière |
| ------------------------------------------------------- | --------- | ------ | -------------- |
| Résidences principales (en %)                           | 87,3      | 57     | 82,1           |
| Résidences secondaires et logements occasionnels (en %) | 4,7       | 37     | 9,7            |
| Logements vacants (en %)                                | 8         | 6      | 8,2            |

### Voies de communications et transports

#### Voies routières
La principale route qui traverse la commune est la l'ancienne Route nationale 513 (actuelle RD 913). Cette dernière relie la commune de la plaine aixoise au cœur du massif des Bauges. Deux autres départementales sont également recensées comme la départementale 49, qui relie Pugny à Grésy par Trévignin et la départementale 211 qui part de la commune pour aller en direction de Montcel.

#### Transports en commun
Les transports en commun sont très limités sur la commune. Le réseau Ondéa, géré par Grand Lac, étend ses lignes grâce à des compagnies de cars privés, jusqu'à Trévignin mais ces dernières ne fonctionnent qu'en période scolaire et de manière ponctuelle en direction du lycée Marlioz au sud d'Aix-les-Bains. Par ailleurs, des cars départementaux transitent par le village afin de relier l'agglomération au mont Revard.

## Toponymie
Au XIVe siècle, le village porte le nom Trivuignin. En 1627, la mention Trévignin est recensée. Néanmoins, au XIXe siècle, la commune s'appelle Trivignin.
En francoprovençal, le nom de la commune s'écrit Trèvnyin, selon la graphie de Conflans.

## Histoire
Pour un article plus général, voir Histoire de la Savoie.
Peu d'éléments permettent d'établir un historique exhaustif de la commune. Comme l'ensemble des communes alentour, l'évolution de la commune est marquée par l'histoire d'Aix-les-Bains. On peut aussi dire, d'une manière plus générale, que l'histoire de Trévignin est fortement liée à celle de la Savoie.

### Préhistoire
Le site est habité depuis le Néolithique. En effet, des communautés sédentaires d'agriculteurs s'installent alors dans les plaines et les vallées d'altitude moyenne, notamment vers les lacs comme celui du Bourget.

### Temps modernes
Le 3 septembre 1749, la commune est détachée du Genevois pour appartenir à la province de la Savoie Propre.

### Époque contemporaine

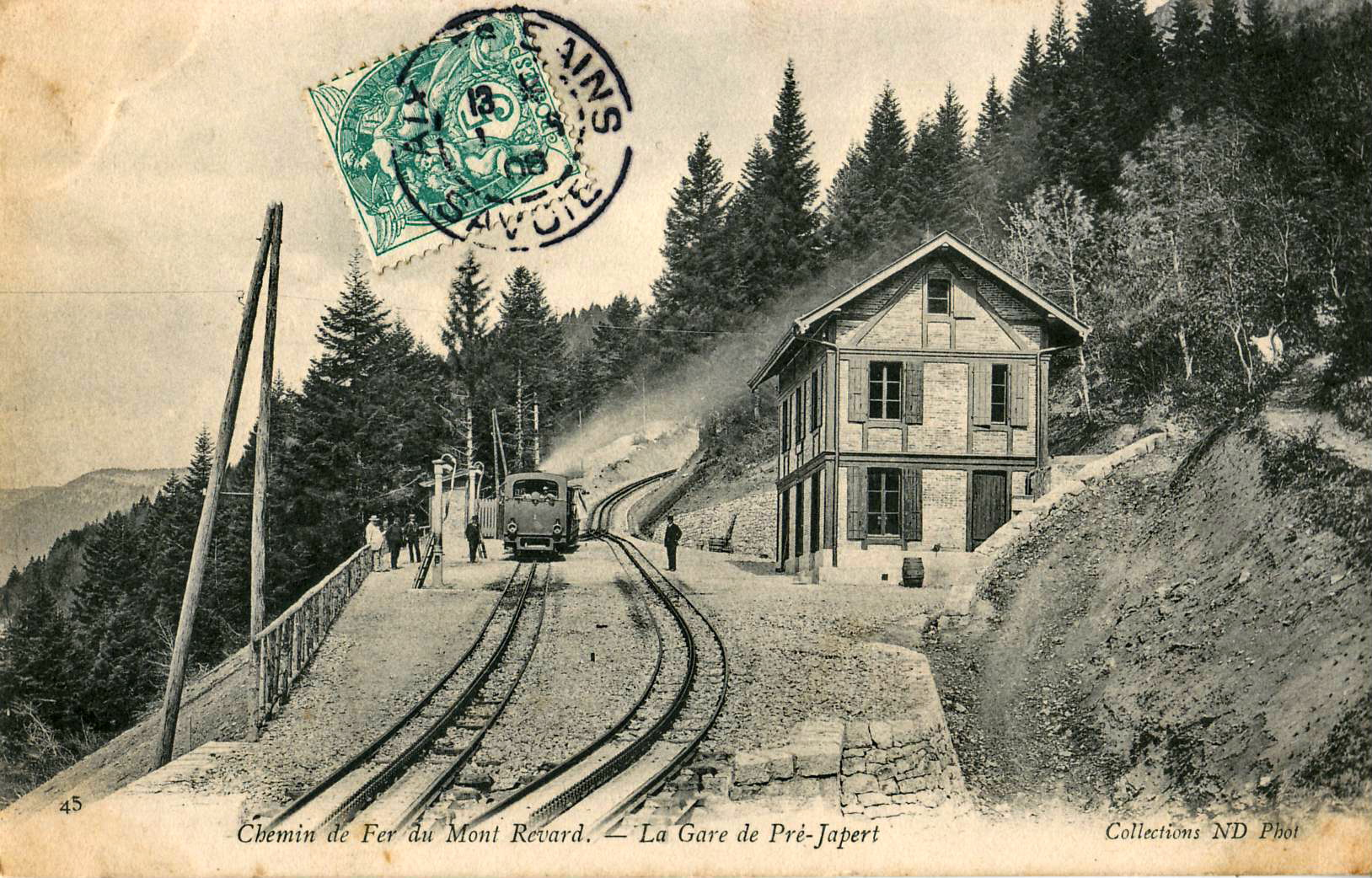
La gare de Pré-Japert, sur le chemin de fer du Mont-Revard. Cette ligne de chemin de fer secondaire à crémaillère desservait la commune de 1892 à 1937.

À la suite du traité de Turin du 24 mars 1860 qui voit l'annexion de la Savoie par la France, Trévignin devient, comme tout le territoire du duché, une terre française.

#### LeXXesiècle
Au XXe siècle, le chemin de fer du Mont-Revard, passant à l'est du village, développe la région de Trévignin ainsi que les communes alentour avec le développement du tourisme hivernal.
Durant la Seconde Guerre mondiale, la commune est fortement affectée par l'invasion des troupes italiennes entre 1942 et 1943.

## Politique et administration

### Rattachements administratifs et électoraux

#### Rattachements administratifs
La commune se trouve dans l'arrondissement de Chambéry du département de la Savoie.
Elle faisait partie jusqu'en 1973 du canton d'Aix-les-Bains, année où elle intègre le canton de Grésy-sur-Aix. En 1985 la commune est rattachée au canton d'Aix-les-Bains-Nord-Grésy. Dans le cadre du redécoupage cantonal de 2014 en France, cette circonscription administrative territoriale a disparu, et le canton n'est plus qu'une circonscription électorale.

#### Rattachements électoraux
Pour les élections départementales, la commune fait partie depuis 2014 du canton d'Aix-les-Bains-1
Pour l'élection des députés, elle fait partie de la première circonscription de la Savoie.

### Intercommunalité
Trévignin était membre de la communauté d'agglomération du Lac du Bourget, un établissement public de coopération intercommunale (EPCI) à fiscalité propre créé en 2001 et auquel la commune avait transféré un certain nombre de ses compétences, dans les conditions déterminées par le code général des collectivités territoriales.
Dans le cadre des dispositions de la loi portant nouvelle organisation territoriale de la République du 7 août 2015, qui prévoit que les établissements publics de coopération intercommunale (EPCI) à fiscalité propre doivent avoir un minimum de 15 000 habitants, cette intercommunalité a fusionné avec ses voisines pour former, le 1er janvier 2017, la communauté d'agglomération Grand Lac, dont est désormais membre la commune.

### Liste des maires
| Période                                  | Période                        | Identité          | Étiquette | Qualité          |
| ---------------------------------------- | ------------------------------ | ----------------- | --------- | ---------------- |
| Les données manquantes sont à compléter. |                                |                   |           |                  |
|                                          |                                |                   |           |                  |
| 1860                                     |                                | François Mailland |           |                  |
|                                          |                                |                   |           |                  |
| 1991                                     | mars 2023                      | Gérard Gonthier   | DVD       | Mort en fonction |
| juin 2023                                | En cours (au 30 novembre 2023) | Nicolas Chapuis   |           | Apiculteur       |

### Jumelages
- Olfen (Allemagne)[32].

## Équipements et services publics

### Espace public
Villes et Villages Sourires attribue la récompense maximale (quatre sourires) à Trévignin[Quand ?]. Cette distinction est basée sur sept critères de l'Insee et permet « la reconnaissance d’une commune accueillante et agréable ».

### Enseignement
La commune fait partie de la zone A du calendrier scolaire et relève de l'académie de Grenoble.
Les enfants de la commune sont scolarisés avec ceux de Pugny-Chantenod dans le cadre d'une regroupement pédagogique intercommunal.
En 2015, l'école de Trévignan accueille les enfants d'âge maternel des deux communes.

### Santé
Aucun médecin généraliste, ou autre service de santé, n'est présent sur la commune. Le plus proche médecin se situe à Grésy-sur-Aix, ville voisine.
Le centre hospitalier le plus proche est celui de Métropole Savoie. Il regroupe l'hôpital général d'Aix-les-Bains ainsi que l'hôpital général de Chambéry, situé à une vingtaine de kilomètres au sud de Trévignin, qui est plus souvent sollicité.

## Population et société

### Démographie
L'évolution du nombre d'habitants est connue à travers les recensements de la population effectués dans la commune depuis 1793. Pour les communes de moins de 10 000 habitants, une enquête de recensement portant sur toute la population est réalisée tous les cinq ans, les populations de référence des années intermédiaires étant quant à elles estimées par interpolation ou extrapolation. Pour la commune, le premier recensement exhaustif entrant dans le cadre du nouveau dispositif a été réalisé en 2005.

En 2022, la commune comptait 861 habitants, en évolution de +10,81 % par rapport à 2016 (Savoie : +3,63 %, France hors Mayotte : +2,11 %).
| 1793 | 1800 | 1806 | 1822 | 1838 | 1848 | 1858 | 1861 | 1866 |
| ---- | ---- | ---- | ---- | ---- | ---- | ---- | ---- | ---- |
| 378  | 286  | 459  | 487  | 582  | 622  | 517  | 507  | 517  |

| 1872 | 1876 | 1881 | 1886 | 1891 | 1896 | 1901 | 1906 | 1911 |
| ---- | ---- | ---- | ---- | ---- | ---- | ---- | ---- | ---- |
| 470  | 434  | 420  | 418  | 415  | 412  | 368  | 332  | 335  |

| 1921 | 1926 | 1931 | 1936 | 1946 | 1954 | 1962 | 1968 | 1975 |
| ---- | ---- | ---- | ---- | ---- | ---- | ---- | ---- | ---- |
| 271  | 276  | 292  | 304  | 289  | 284  | 270  | 265  | 268  |

| 1982 | 1990 | 1999 | 2005 | 2006 | 2010 | 2015 | 2020 | 2022 |
| ---- | ---- | ---- | ---- | ---- | ---- | ---- | ---- | ---- |
| 305  | 459  | 627  | 700  | 712  | 751  | 775  | 833  | 861  |

### Enseignement
La commune est rattachée à l'académie de Grenoble.

## Économie

### Revenus de la population et fiscalité
En 2011, le revenu fiscal médian par ménage était plutôt élevé avec 40 351 €, ce qui plaçait Trévignin au 2 905 e rang parmi les 31 886 communes de plus de 49 ménages en métropole.

### Emploi
Le taux d'activité des 15 à 64 ans en 2009 est de 78 %. Le taux de chômage est assez faible sur la commune : 8,5 %.

### Établissements
| Établissements                                                                 | Trévignin |
| Nombre d'établissements actifs au 31 décembre 2013                             | 72        |
| Part de l'agriculture, en %                                                    | 12,5      |
| Part de l'industrie, en %                                                      | 5,6       |
| Part de la construction, en %                                                  | 12,5      |
| Part du commerce, transports et services divers, en %                          | 56,9      |
| dont commerce et réparation automobile, en %                                   | 11,1      |
| Part de l'administration publique, enseignement, santé et action sociale, en % | 12,5      |
| Part des établissements de 1 à 9 salariés, en %                                | 12,5      |
| Part des établissements de 10 salariés ou plus, en %                           | 1,4       |

### Agriculture
La commune de Trévignin, située dans la campagne, est donc couverte par de nombreuses terres en zones agricoles. En 2014, la surface agricole utilisée est de 261 ha. La plus grande majorité de cette surface est occupée par des prairies permanentes avec 162 ha. Suivent ensuite, les prairies temporaires qui représentent 69 ha de la surface agricole utilisée. Les céréales représentent quant à elles 21 ha.

### Tourisme

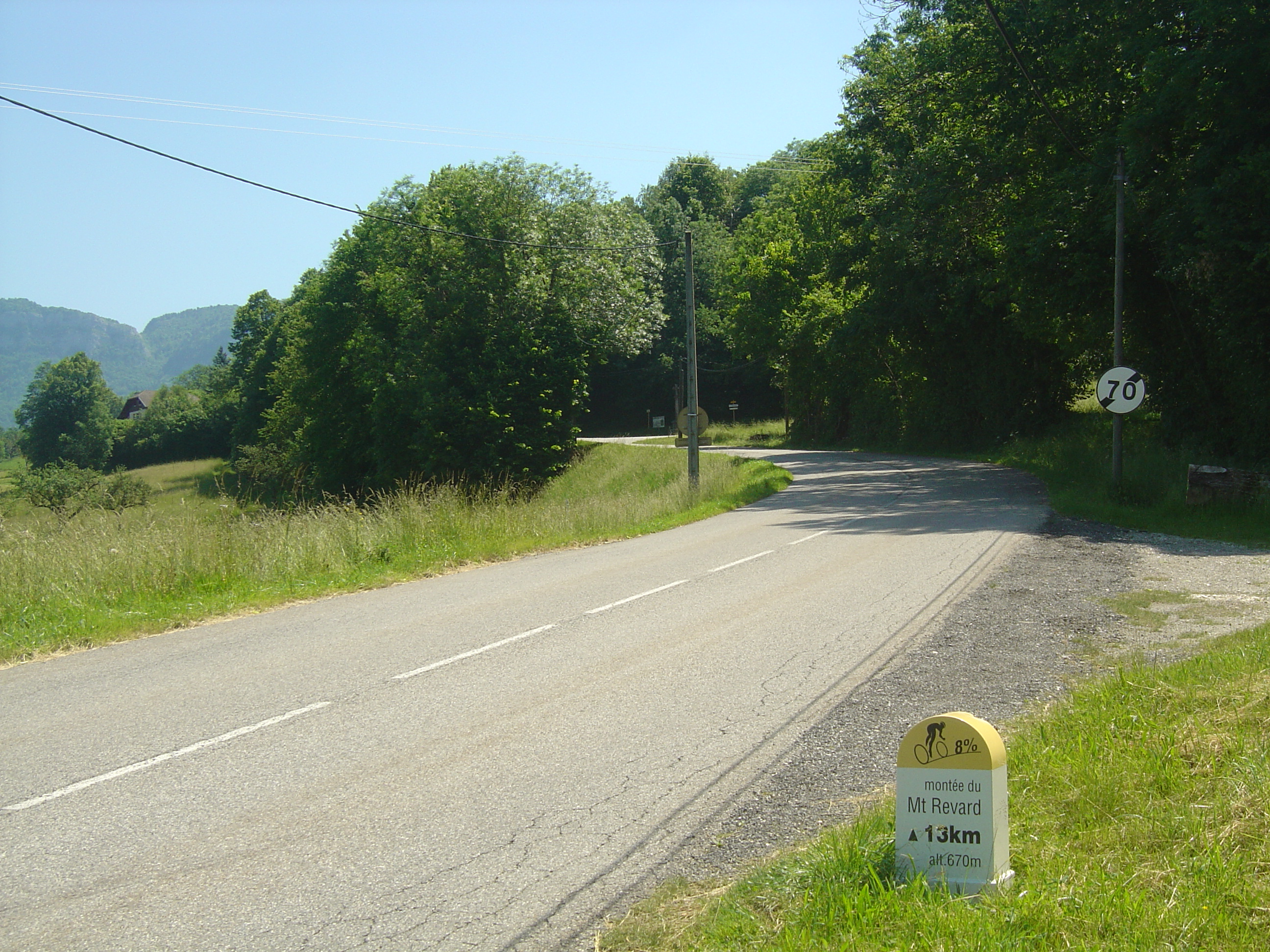
La route départementale 913 en direction du mont Revard à la sortie de Tréviginin.

La commune de Trévignin est située sur les premières hauteurs de la station touristique d'Aix-les-Bains et sur la route du mont Revard accédant au domaine skiable de Savoie Grand Revard et donc au massif des Bauges. Le Revard est, par ailleurs, l'une des toutes premières stations de ski créées en France.
Ainsi, le nombre de lits d'hébergement dans la commune, en 2015, est de 280 lits marchands et de 68 non marchands.

#### Cyclisme
La commune, située sur la route d'accès au mont Revard, est donc régulièrement traversée par les cyclistes. En 2013, le tour de France est même passé par l'est de la commune lors de la 20e étape.

## Culture locale et patrimoine

### Personnalités liées à la commune
- Félix Francoz (1847-1921), médecin et homme politique, sénateur de la Haute-Savoie.

## Pour approfondir